# Kenzo Yokoyama
Kenzo Yokoyama, född 21 januari 1943 i Saitama prefektur, Japan, är en japansk tidigare fotbollsspelare.
Han blev olympisk bronsmedaljör i fotboll vid sommarspelen 1968 i Mexico City.